# Неми сведок
Неми сведок је детективски фантастични роман британске списатељице Агате Кристи први пут објављен у Великој Британији од стране издавачке куће "Collins Crime Club" 5. јула 1937. године, а у САД га је објавила издавачка кућа "Dodd, Mead and Company" касније исте године под насловом Поаро губи странку. Британско издање се продавало за седам шилинга и шест пенија, а америчко издање по цени од 2 долара.
У књизи се појављује белгијски детектив Херкул Поаро, а причу приповеда његов пријатељ Артур Хејстингс. То је последња књига у којој се појављује лик Хејстингса све до последњег Поаровог романа, Завеса: Поароов последњи случај 1975. године у којем такође приповеда.
Рецензије овог романа при објављивању 1937. године биле су опште позитивне, иако је неколицина истицала оно што су сматрали слабостима заплета. Аутор ради „такве ствари тако суперлативно“, док је лондонско Време доводило у питање један од поступака убице: „ко би користио чекић, нокте и лак усред ноћи“ у близини отворених врата спаваће собе? У часопису Њујорк тајмс овај роман није сматран најбољим госпође Кристи, али „она је ипак произвела много боље од просечног трилера“, што је становиште које дели и „Торквејмада“ (Едвард Повис Метерс), који је ово назвао „најмањом од свих Поарових књига“, а затим закључио „Ипак, боље лоша Кристијева него добра просечност“. Насупрот томе, Мери Дел је сматрала да је овај роман у најбољем случају госпођа Кристи. Часопис Шкот је сматрао да је аутор заслужио „пуне оцене“ за овај роман. Преглед 1990. године показао је да овај роман није баш занимљив и са очигледним траговима.

## Радња
Емили Арундел, богата уседелица, пише Херкулу Поароу у уверењу да је била жртва покушаја убиства након пада у свом дому у Беркширу. Међутим, њена породица и послуга верују да је она заправо случајно пала када се спотакла о лоптицу коју је оставио њен фокс теријер Боб. Кад је Поаро примио писмо, он сазнаје да је она већ умрла, а њен лекар др. Гренџер каже да је она умрла од цирозе јетре. Док се опорављала од ранијег пада, новом опоруком завештала је своје огромно богатство и дом својој дружбеници госпођици Мини Лосон. Покушавајући да истражи Емилино уверење да неко жели да је убије, Поаро, у пратњи свог пријатеља Артура Хејстингса, примећује да би према њеној претходној вољи наследници били њен братанац Чарлс, братаница Тереза и сестричина Бела Таниос. Сво троје желе да оспоре вољу, али не настављају овај поступак.
Посетивши кућу под изговором да је купује, Поаро открива ексер прекривен лаком на врху степеништа и закључује да је за њега била везана узица. Кроз последње Емилине речи, он закључује да је Боб био напољу целе ноћи и да је због тога пад низ степенице био исход везане жице и да постоји изглед да је Емили заиста убијена. Њена породица тако постаје осумњичена по том питању. У својим истрагама Поаро сазнаје да је из њених уста примећена блистава пара када је говорила током сеансе одржане у свом дому. Посетивши Лосонову у њеном дому, он сазнаје да је она видела некога ко се кретао у ноћи Емилиног пада, а ко је носио брош са почетним словима имена „ТА“. У исто време, вртлар Лосонове се присећа како се Чарлс распитивао о његовом средству за уклањање корова на бази арсена и био је изненађен када је открио да је бочица у којој се налази била готово празна. Бела касније оставља свог супруга Џејкоба због тврдње да је злоставља и одводи децу са собом. Након што им је Лосонова помогла да се сакрију у хотелу, Поаро је премешта на друго место у страху од другог убиства. Пре него што је то учинио, он јој је објаснио како је Емили умрла. Следећег дана, Бела је пронађена мртва од прекомерне количине лекова за спавање.
Поаро убрзо окупља Емилину преживелу родбину и Лосонову и открива им да је Бела била убица. Мрзела је свог мужа, никада га истински није волела и настојала је да се одвоји од њега и задржи децу у Енглеској. Како за то није имала могућности, одлучила је да убије Емили да би наследила свој део свог богатства. Када јој први покушај са разапетом жицом није успео, одлучила је да замени једну од теткиних пилула за јетру пилулом напуњеном елементарним фосфором, знајући да ће њена смрт од отрова изгледати као симптоми отказивања јетре. Пара којој су сведочили присутни на сеанси била је због отрова који је Емили несвесно узела. Када је сазнала да је тетка променила вољу и да је Поаро открио узрок њене смрти, Бела се нашла у далеко горем шкрипцу. Стога је предала децу назад оцу пре самоубиства. Лек је првобитно био намењен за убиство Јакова.
Поаро открива да је Лосонова видела Белу у ноћи Емилиног пада, али у огледалу: почетна слова на брошу без одраза била су „АТ“ - Арабела Таниос. Арсен је украла Тереза која је намеравала да га искористи, али на крају није могла да поднесе да то учини. Касније је откривено да је малу своту готовине која је нестала украо Чарлс јер је знао да је његова тетка променила вољу пре своје смрти. Знајући да Емили није желела бруку, Поаро је то испоштовао, а Лосонова је одлучила да подели своје наследство са Терезом, Чарлсом и Белином децом. У међувремену, Поаро и Хејстингс су се вратили кући, а Боба су повели са собом.

## Ликови
- Херкул Поаро: познати белгијски детектив који решава случај.
- Капетан Артур Хејстингс: приповедач, Поароов и пријатељ фокс теријера Боба.
- Емили Арундел: богата старија жена која се никада није удала, власница Мале зелене куће; последња преживела од петоро браће и сестара, Матилде, Арабеле, Томаса и Агнес. Отрована.
- Тереза Арундел: модна, привлачна братаница Емили Арундел која нема ни 30 година; потрошила капитал који је наследила у 21. години од оца; верена са амбициозним младим лекаром.
- Др. Рекс Доналдсон: Терезин вереник и млађи ортак др. Граингер.
- Чарлс Арундел: братанац Емили Арундел и Терезин брат у раним тридесетим; син Томаса Арундела и удове Ворли. Такође је наслеђени капитал од оца потрошио.
- Бела Таниос: сестричина Емили Арундел, Чарлсова и Терезина сестра од тетке; ћерка Арабеле Арундел и професора Бигса који су предавали хемију на енглеском универзитету. Она је убица.
- Др. Џејкоб Таниос: Белин супруг грчког порекла, лекар на пракси из Смирне.
- Едвард Таниос: Белин и Џејкобов син.
- Мери Таниос: Белина и Џејкобова ћерка, стара око 7 година.
- Елен: дугогодишња чланица послуге Емили Арундел.
- Вилхелмина "Мини" Лосон: Дружбеница Емили Арундел последњих годину дана, и по њеном последњем тестаменту једина наследница.
- Изабел и Џулија Трип: две ексцентричне сестре и медијуми почетници које живе у близини Мале зелене куће.
- Др. Гренџер: лекар Емили Арундел; у Тржишту од 1919.
- Госпођица Пибоди: дугогодишња становница села и пријатељица Емили Арундел, познавала је сву браћу и сестре Арундел и поделила је своје знање са Поароом.
- Боб: фокс теријер који припада Емили Арундел и насловни неми сведок.

## Књижевни значај и пријем
Џон Дејви Хејвард из часописа Књижевно време (10. јул 1937), док је одобравао дело Кристијеве, изнео је опаску о извесној дужини у ономе што је сматрао централном слабошћу ове књиге: „Ко би, у њиховим чулима, осећао је, користио чекић, нокте и лак усред ноћи“ у близини отворених врата спаваће собе? - врата, штавише, која су намерно ноћу остављана отворена за посматрање! И носе ли даме случајно велике брошеве на својим огртачима? .. То су мале, али узнемирујуће тачке које не би вредело помињати у делу мање угледне списатељице од госпође Кристи, али их вреди забележити, макар само као меру радозналости и занимања с којим се приступа њеним проблемима и покушава да се предвиди њихово решење“.
У часопису Њујоршки књижевни преглед (26. септембра 1937), Кај Ирвин је написала да се "може веровати Агати Кристи да ће да исприча добру причу. Чак и када не ради своје најсјајније дело, задржава пажњу читалаца, води их даље од трага до трага и од грешке до грешке све док на крају не буду поражени од изненађења. Она не ради свој најсјајнији посао у књизи Поаро губи странку, али је произвела трилер много бољи од просечбог без обзира на то, а њена радња има новину јер има звучни механизам, интригантне врсте ликова и домишљатост.
У издању часописа Посматрач од 18. јула 1937. године, „Торквејмада“ (Едвард Повис Метерс) је рекао, „обично након читања приче о Поароу рецензент почиње да планира простор у којем ће се на прикладан начин носити с' тим, али Неми сведок, најмања од свих књига о Поароу, на мене нема такав учинак иако је моје искрено дивљење Агати Кристи готово злогласно. Осим извесне слабости заплета и грубости карактеризације које је ова ауторка прерасла пре много година и осим чињенице да њен прилично угодан пас нема сведочење у било којем погледу у вези са стварним за разлику од покушаја убиства, најновија књига одаје два главна недостатка. На првом месту, када је примио писмо од мртве старе даме са закашњењем, Поаро слепо следи мале сиве ћелије. На другом месту, то што Хејстингсу не види значај одраза у огледалу није битно, али за Поароа да га толико дуго пропушта готово је увреда за будућег обожаваоца. Ипак, боље лоша Кристијева него добра просечност.“
Часопис Шкот је 5. јула 1937. године започео текст речима: „У роману Агате Кристи постоји мање питање конструкције које би се могло покренути“. Рецензент је затим изложио поставку радње до тачке када Поаро прима писмо Емили Арундел, а затим је рекао: „Зашто прича у овом тренутку није почела? Господин Поаро би је реконструисао одавде, а читалац би вероватно више уживао да већ није имао наговештај положаја. Али откривање је добро, а читалац нема разлога за жалбу јер му се прави траг неколико пута мотао пред очима и зато се чини нормално одлука да другу појаву тровања да он занемарује. Јер Агата Кристи заслужује чисту десетку."
Е. Р. Паншон из часописа Чувар је започео свој коментар у рубрици 13. јула 1937. прегледом и поређењем књига у питању те недеље (осим књиге Неми сведок биле су и књиге Ја ћу бити и судија и порота Милварда Кенедија, Хамлет, освета! Мајкла Инса, Ожалошћени плесачи Марџори Алингем и Немирни леш К. Дејлија Кинга) када је рекао: „Само се госпођа Кристи држи верно старих обичаја и овога пута додаје много псеће пасмине и теријера толико очаравајућег да је чак и сам Поаро скоро избачен из центра позорнице“. У главном прегледу, рекао је да је посвећеност романа Питеру била „чињеница да је у овој земљи која обожава псе довољно сама за себе да обезбеди успех“. Приметио је да Поаро, "показује сву своју уобичајену оштроумност, а капетан Хејстингс - још једном срећно уз Поароа - више од све своје уобичајене глупости и критичару не преостаје ништа друго него да своју уобичајену почаст упути још једном успеху госпође Кристи. Она заиста ради такве ствари тако врхунски да је човек незахвалан ако би у искушењу пожелео да уради нешто мало другачије, чак и да је ситница у питању.
У часопису Дневно огледало (8. јула 1937. године), Мери Дел је написала: "Кад сам почела да читам, нисам морала да се ослањам на Боба или његову памет како би ме занимао роман. Ово је Агата Кристи у свом најбољем издању." Закључила је: "Ево књиге која ће обрадовати све љубитеље трилера од прве до триста и неке странице."
Роберт Барнард: "Није баш врхунски у том раздобљу: ниједан однос покојнице није посебно занимљив, а главни траг је врло очигледан. Псеће ствари су прилично неугодне, мада то раде с' љубављу и знањем. На крају пас се даје Хејстингсу - или је можда обрнуто“.

## Помињање других дела
- 11. Поглавље: „Поароова путовања по Истоку, колико сам знао, састојала су се од једног путовања до Сирије, продуженог до Ирака, које је заузимало можда неколико недеља“. Након што је на захтев свог пријатеља решио случај у Сирији, Поаро је одлучио да отпутује у Ирак пре повратка у Енглеску и, док је био у Ираку, затражено му је да реши случај што је он и учинио и који је испричан у роману Кристијеве Убиство у Месопотамији 1936. године након чега се Поаро вратио у Сирију и укрцао на "Оријент експрес" да би се вратио кући и успут решио Убиство у Оријент експресу.
- 18. Поглавље: Поаро даје списак убица из својих ранијих случајева, тачније из случајева Смрт у облацима (1935), Тајанствени догађај у Стајлсу (1920), Убиство Роџера Акројда (1926) и Загонетка Плавог воза (1928).

## Могућа недоследност
Син Беле и Џејкоба Таниоса у роману се помиње као Едвард и два пута као Џон. Дечака по имену помиње мајка у другом, шеснаестом и седамнаестом поглављу, а отац такође у поглављима другом и седамнаестом. У било које друго време помињу се као „деца“. На самом крају шеснаестог поглавља у једној варијанти штампања када су се Бели, њеној ћерки Мери и Поароу придружили Џејкоб Таниос и њихов син, Поаро поставља Бели питање: „Када се враћате у Смирну, мадам?“ на шта она одговара "За неколико недеља. Мој муж - ах! Ево мог мужа и Џона са њим."
На почетку седамнаестог поглавља, Џејкоб Таниос тада помиње свог сина Џона: „Ево нас“, рекао је, смешкајући се својој жени. "Џона је страствено одушевила његова прва вожња у цеви. Увек је био у аутобусима до данас."
Друге варијанта у штампању има више промена између Џона и Едварда (у другом поглављу, на пример неколико реченица).
Међутим, у издању аудио књиге коју је прочитао Хју Фрејзер дечака увек зову Едвард, чак и у та два случаја када варијанта за штампање има погрешно име. Стога се то назива недоследностима. Није јасно када су недоследности исправљене за аудио књигу.
У књизи нису усклађена помињања девојачког презимена Беле Таниос. Постоји помињање почетком романа у ком се помиње као Бела Винтер (видети прво поглавље, страница 8 „За Белу Винтер, сестричину Емили Арундел, удату за Грка“). Касније се помиње као Бела Бигс, ћерка професора Бигса (видети десето поглавље, страница 74 "Емили је тада била сама на свету, а она и Бела Бигс били су једини род и род који је имала.")
Такође у аудио књизи, наслов осамнаестог поглавља промењен је из Црнац у шуми у Кукавичје гнездо у раним текстовима. Та промена се највероватније приписује промени вредности прихваћеног језика него што се сматра грешком.

## Настанак романа
Роман Неми сведок заснован је на краткој причи под насловом Догађај са псећом лоптицом. Ова кратка прича била је изгубљена дуги низ година, али ју је ћерка ауторке пронашла у кући међу личним стварима 2004. године. Прича Догађај са псећом лоптицом објављена је у Британији септембра 2009. године у књизи Тајне бележнице Агате Кристи Џон Курана. Кратку причу објавио је и часопис Странд у свом издању оживљеног часописа поводом десетогодишњице 2009. године.

## Цитат
Поаро о лагању по потреби како би сазнао чињенице у разговору са Хејстингсом у 26. поглављу:

Х: „Још лажи, претпостављам?“

П: „Стварно си понекад увредљив, Хејстингсе. Свако би помислио да уживам у лагању.“

Х: „Радије мислим да знате. У ствари, сигуран сам у то.“

П: „Истина је да се понекад похвалим због своје домишљатости“, наивно је признао Поаро.

## Прилагођавања

### Телевизија

#### Британска екранизација
Роман је 1996. године екранизован у оквиру телевизијске серије Поаро у којој је Дејвид Сачет тумачи насловну улогу. У екранизацији су изврене следеће значајне промене::
- Место радње је померено из Беркшира у Лејк Дистрикт.
- Поаро посећује дом Арунделових пре него што Емили умре, а не после. Не представља се као купац који би да купи кућу. Поред тога, након што је сазнао за њен пад, он утиче на њу да промени опоруку у корист госпођице Лосон, а касније саветује госпођицу Лосон да подели наследство породици Арундел након судског спора.
- Чарлс Арундел је тркач моторним чамцима и пријатељ капетана Хејстингса и покушава да обори рекорд брзине на води, а своју тетку користи за финансирање. Његова сестра Тереза није сујетна, млада, верена жена као у роману, него слободна жена у касним тридесетим.
- Бела Таниос не одлази сама са децом већ јој Поаро и Хејстингс помажу да се сакрије у кући Емилиних пријатељица сестара Трип.
- У екранизацији није украден арсен.
- Улога пса Боба, немог сведока за којег се сумња да је изазвао Емилин пад, мало је измењена у екранизацији - у роману је пас често остављао лопту на одморишту, а људи у кући су је одлагали, али у ноћи Емилиног пада пас је целе ноћи био напољу, а лопта у фиоци. У екранизацији, пас увек односи лопту са собом у своју корпу и никада је не оставља нигде другде, доказујући да када је пронађена на степеништу, то није могао да учини он, већ мора да је неко други. Боб није био испред куће када је Емили пала у екранизацији.
- У екранизацији је почињено додатно убиство - убиство др. Гренџера. Док је разговарао са госпођицом Лосон о Емилиној смрти, изненада је схватио значај паре која је излазила из Емили као знак, схватајући како је отрована елементарним фосфором, али је не знајући упозорио Белу на својве сумње. Тако је Бела отишла у његову собу док је спавао и отворила неосветљену плинску грејалицу напунила собу плином услед чега га је и убила.
- Када је Поаро свима открио своја открића, Бела није извршила самоубиство јер је била присутна са осталима и разоткривена као убица, уместо да јој Поаро објасни све насамо.
- Пас Боб није отишао у Лондон са Поароом и Хејстингсом већ су га усвојиле сестре Трип.

#### Француска екранизација
Роман је екранизован као епизода француске телевизијске серије Мала убиства Агате Кристи 2013. године.

### Радио
ББЦ Радио 4 је 2006. године емитовао цело прилагођавање романа у ком су учествовали Џон Мофат као Херкул Поаро и Сајмон Вилијамс као капетан Артур Хејстингс. Музику је компоновао Том Смаил.
Продукција је снимљена за продају као аудио књига на касети или ЦД-у. Три издања ове драме Целе поставе ББЦ Радиа Драме објављена су на тржиштима Велике Британије и САД, а најновије је издање у јануару 2010. у САД на ЦД-у,  9781602838086.

### Графички роман
Неми сведок објавила је издавачка кућа "HarperCollins" као графички роман 6. јула 2009. године, а прилагодио је и илустровао „Марек“  0-00-729310-0.